# Michèle Arnaud

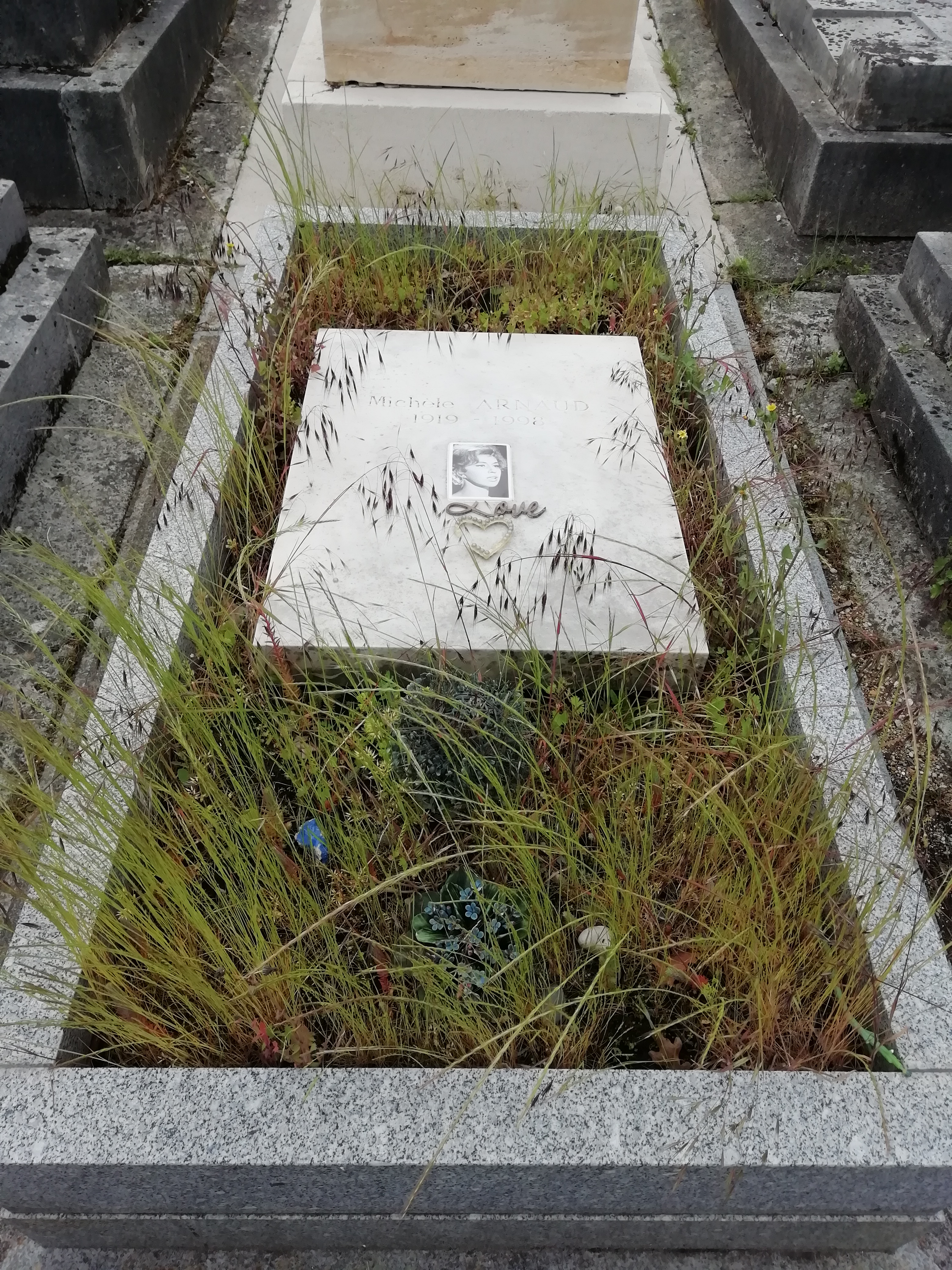
O túmulo de Michèle Arnaud, a foto tirada em 2021

Michèle Arnaud (nascido como Micheline Caré, Toulon, 18 de março de 1919 — Maisons-Laffitte, departamento de Yvelines, 30 de março de 1998), foi uma cantora francesa, produtora, e directora. Foi enterrada no Cemitério do Montparnasse, em 8 de Setembro de 1998. É a mãe do cantor Dominique Walter e do fotógrafo Florence Gruère.
Arnaud foi congratulada com o Chevalier de la Légion d'honneur e Ordre des Arts et des Lettres. Ela foi a primeira representanto do Luxemburgo no Festival Eurovisão da Canção (em 1956), também este a primeira edição do mesmo.

## Discografia

### Compilações

#### Gainsbourgcantado por...
- 2 CD EMI Music France 854067-2, 1996 and reedited in June 2006, all songss of Serge Gainsbourg sung por Michèle Arnaud (CD 1) :

1. La Recette de l'amour fou, 1958
2. Douze belles dans la peau, 1958
3. Jeunes femmes et vieux messieurs, 1958
4. La Femme des uns sous le corps des autres, 1958
5. Ronsard 58, lyrics por Serge Barthélémy and music por Serge Gainsbourg, 1959
6. Il était une oie, 1959
7. La Chanson de Prévert, 1961
8. Les Goémons, 1962
9. La Javanaise, 1963
10. Les Papillons noirs, a duo with Serge Gainsbourg, 1966
11. Ballade des oiseaux de croix, 1966
12. Les Papillons noirs, 1966
13. Ne dis rien, from the musical Anna, 1967
14. Rêves et caravelles, 1969

#### Michèle Arnaud
- 2 CD EMI Music France 520486-2 (1999)
  - CD 1 :

1. Voulez-vous jouer avec moi ?, texts por Marcel Achard and music por Georges van Parys, 1956
2. Ne crois pas, texts and music por Christian Guitreau, 1956
3. La rue s'allume, texts por Louis Ducreux and music por André Popp - Louis Ducreux, 1955
4. Quand on s'est connu, texts and music por Jean-Pierre Moulin, 1958
5. L'Éloge des cocus, texts por Pierre Lambry and music por Simone Lorencin, 1957
6. Zon zon zon, texts por Maurice Vidalin and music por Jacques Datin, 1957
7. Sous le pont Mirabeau, poem por Guillaume Apollinaire and music por Jacques Lasry, 1955
8. Julie, texts por Maurice Vidalin and music por Jacques Datin, 1957
9. Sans l'amour de toi, paroles de Claude Delécluse and music por Michelle Senlis - Paul Misraki, 1957
10. Morte Fontaine, texts por Rolland Valade and music por Jean-Michel Arnaud, 1959
11. Van Gogh, texts por Pierre Lambry and music por Jacques Datin, 1959
12. Napoli, texts and music por Roger Riffard, 1960
13. Loulou de la Vache Noire, texts and music por Roger Riffard, 1960
14. Deux tourterelles, texts por Eddy Marnay and music por  Emil Stern, 1957
15. Pourquoi mon dieu, French adaptation porGeorges Moustaki et Jacques Kabanellis from Manos Hadjidakis, 1962
16. Pauvre Verlaine, texts and music por Salvatore Adamo, 1968
17. Amour perdu, texts and music por Salvatore Adamo, 1963
18. Toi qui marchais, texts por Jean-Pierre Chevrier and music por Guy Bontempelli, 1963
19. L'Inconnue, texts and music por Roger Riffard, 1960
20. Il y a des années, texts and music por Roger Riffard, 1960

- - CD 2 :

1. Angelo, texts and music por Robert Ardray, 1964
2. Comment dire, texts and music por Guy Bontempelli, 1964
3. Et après ?, texts por Armand Seggian and music por Jacques Pezet, 1964
4. La Chanson de Tessa, texts por Jean Giraudoux and music por Maurice Jaubert, 1965
5. Ne vous mariez pas les filles, textos por Boris Vian e música por Alain Goraguer, 1964
6. Si les eaux de la mer, texts por Bernard Dimey and music por Henri Salvador, 1965
7. Les Papillons noirs, um dueto com Serge Gainsbourg, textos e música por Serge Gainsbourg, 1966
8. Ballade des oiseaux de croix, texts and music por Serge Gainsbourg, 1966
9. Chanson sur une seule note, French adaptation por Eddy Marnay of Samba de una nota so dos textos brasileiros por Newton Mandonga, música por Antonio Carlos Jobim, 1962
10. Sans toi, texts por Agnès Varda and music por Michel Legrand do filme Cléo from 5 to 7, 1963
11. Un soir, texts por Bernard Dimey and music por Henri Salvador, 1964
12. La Marche arrière, texts por Boris Vian and music por Henri Salvador, 1964
13. Je croyais, adaptation por Hugues Auffray and Georges Aber from Yesterday por John Lennon and Paul McCartney, 1966
14. La Grammaire et l'amour, texts and music por Guy Bontempelli, 1966
15. La Chabraque, texts por Marcel Aymé and music  por Guy Béart, 1960
16. Marie d'Aquitaine, texts por René Ruet and music  por André Grassi, 1962
17. Cherbourg avait raison, texts por Jacques Larue and Eddy Marnay, music por Guy Magenta, 1961
18. La Chanson des vieux amants, texts por Jacques Brel and music por Gérard Jouannest, 1967
19. Le Bleu de l'été, adaptação Francesa por Henri Contet de Green leaves of summer dos textos Americanos de Paul Francis Webster, música por Dimitri Tiomkin do filme Alamo, 1961
20. Timoléon le jardinier, textos e música por Roger Riffard, 1960